# Édouard Huet (sourd)
Pour les articles homonymes, voir Édouard Huet et Huet.
Édouard Huet est un enseignant et un pédagogue français sourd, né à Paris et mort le 10 janvier 1882 à Mexico, au Mexique.

## Biographie
Édouard étudie à l'Institut Impérial des Sourds-Muets de Paris dirigé par l'abbé Sicard[réf. nécessaire][Quand ?].
Édouard est arrivé à Rio de Janeiro en 1857, à la suite de l’invitation de l’empereur Pedro II, où il a fondé l’Imperial Instituto de surdos-mudos, aujourd’hui Instituto Nacional de Educação de Surdos (INES).

## Vie privée
Édouard est marié à une allemande Catherine Brodeke et ils ont ensemble deux enfants: Maria (née en 1854) et Pedro Adolfo (né en 1856).

## Prénom
On[Qui ?] a trois prénoms pour cette personnalité: soit Édouard soit Hernest soit Ernest.